# Kényszerleszállás (film, 2012)
A Kényszerleszállás (Flight) 2012-ben bemutatott amerikai filmdráma. Rendezője Robert Zemeckis, a főszerepben Denzel Washington látható.
Az Amerikai Egyesült Államokban 2012. november 2-án, míg Magyarországon 2013. január 24-én mutatták be.
Az alkotást a 85. Oscar-gálán két díjra is jelölték: John Gatinst forgatókönyvéért legjobb eredeti forgatókönyv kategóriában, Washingtont pedig legjobb főszereplő kategóriában.

## Cselekménye
|  | Alább a cselekmény részletei következnek! |

2011. október 14-én Whip Whitaker kapitány (Denzel Washington) egy átmulatott éjszaka után felébred orlandói hotelszobájában. Mellette légi utaskísérője, Katerina Márquez (Nadine Velazquez) alszik. Hogy magához térjen, Whip felszippant egy kis kokaint, és a SouthJet 227-es járatának kapitányaként munkába indul. Egy nehéz felszállást követően átadja az irányítást Ken Evans első tisztnek (Brian Geraghty), kever magának egy vodkanarancsot és ledől pihenni. Arra ébred, hogy a gép rázkódni és zuhanni kezd. Mivel nem tudja visszanyerni a repülő feletti irányítást Whip fejjel lefelé fordítja a gépet, ami megállítja a zuhanást. A manőver során az utastérben egy gyerek kiesik a székből. Katerina megpróbál segíteni rajta, de eközben meghal.
Ezalatt Nicole (Kelly Reilly) elindul kábítószert venni. Dílere figyelmezteti, hogy a kábítószer nagyon erős, ezért elővigyázatosnak kell lennie vele, és csak otthon szívja el. Mikor hazaér, Nicole feltört házában a főbérlőjét találja. Miután sikerül kizárnia őt, injekció segítségével beadja a heroint és eszméletét veszti. Ahogy a mentő kiviszi lakásából, elrepül felettük a hátára fordított 227-es járat.
A gépen leállnak a hajtóművek, és Whip ráeszmél, hogy nem fogják elérni a repülőteret. Visszafordítja a repülőt és kényszerleszállást hajt végre egy mezőn a georgia-i Clayton megyében. Whip elveszíti az eszméletét, egy utas húzza ki a roncsok közül. Egy atlantai kórházban tér magához, ahol a pilóták egyesületének képviselője és barátja, Charlie Anderson (Bruce Greenwood), fogadja. Whip viszonylag enyhe sérülésekkel megúszta a balesetet. Barátja közli vele, hogy manőverével a 102 emberből 96-ot sikerült megmentenie, a személyzet két tagja, köztük Katerina, és négy utas vesztette életét.
Amikor Whip a lépcsőházba szökik dohányozni, összefut a heroin-túladagolással kezelt Nicole-lal. Beszélgetni kezdenek, majd Whip megígéri, hogy ha kiengedik a lányt, meglátogatja őt. Másnap reggel Whip barátja és dílere, Harling Mays (John Goodman), érte jön és az újságírók elől kiszökteti a kórházból.
Whip elhunyt apja farmjára hajt és kiönti az összes ott tartott alkoholos italt. Amikor találkozik Charlie-val és ügyvédjével, Hugh Langgal (Don Cheadle), közlik vele, hogy amíg eszméletlen volt, vért vettek tőle, és az eredmény pozitív lett alkoholra és kábítószerre. Mivel ezek hatása alatt vezette a gépet, akár börtönbe is kerülhet emberölés vádjával. Hugh biztosítja afelől, hogy érvénytelenné tudja tenni a teszteredményeket, Whip azonban dühösen távozik, vodkát és sört vesz, majd felkeresi Nicole-t.
Nicole és Whip egymásba szeretnek és a lány a farmra költözik. Míg azonban Nicole próbál józan és tiszta maradni, Whip egyre többet iszik. Elmegy Katerina temetésére, ahol összetalálkozik Margarettel, a 227-es járat vezető utaskísérőjével. Whip meggyőzi a nőt, hogy mondja azt az NTSB-nek, hogy a katasztrófa napján józan volt.
Nicole ráveszi Whipet, hogy elvonóra menjen, a volt kapitány azonban hamar távozik a gyűlésről, hogy meglátogathassa a 227-es járat másodpilótáját. Evans még mindig kórházban van, nemrég ébredt fel a kómából. Elmondja Whipnek, hogy mindkét lába és a medencéje is megsérült, így szinte semmi esélye sincs, hogy segítség nélkül járni tudjon, nemhogy újra gépet vezethessen. Evans magából kikelve közli, hogy Whipből áradt a vodka szaga egész úton. Ennek ellenére hazudni fog a nyomozóknak. A következő éjszaka Nicole alkoholproblémái miatt elhagyja Whipet, aki dühében összetöri bútorait.
Másnap a média munkatársai a farm előtt gyülekeznek, ám Whipnek végül sikerül elkerülnie őket. Részegen volt feleségéhez és fiához hajt. A nő megkéri, hogy távozzon, a ház előtt ekkorra már nagy tömeg gyűlt össze, köztük a Whipet követő újságírókkal. A kérdésekre Whip ködösen válaszol, majd gyorsan Charlie-hoz megy. Megkéri barátját, hogy ott maradhasson egy darabig, és megígéri, hogy józan marad az NTSB meghallgatásáig. A meghallgatás előtti nap egy hotelszobába viszik, és gondoskodnak róla, hogy ne ihasson alkoholt: a szoba hűtőjében csak vizet és üdítőket hagynak. Whip azonban rájön, hogy a szomszéd szobába vezető ajtó nyitva van, és az ottani hűtő tele van piával.
A következő nap Charlie és Hugh találja meg a részeg Whipet. Odahívják Harlingot, aki kokain segítségével magához téríti őt a meghallgatásra. A meghallgatáson a nyomozást vezető Ellen Block (Melissa Leo) ismerteti, hogy a katasztrófát műszaki hiba, egy eltört emelőcsavar okozta. A kapitányt méltatva elmondja, hogy a szimulátorokon végzett tesztek szerint senki más nem tudta letenni a gépet úgy, hogy nem ölt volna meg mindenkit a fedélzeten.
Ezek után közli, hogy annak ellenére találtak két üres vodkás üveget, hogy a fedélzeten be volt tiltva a kiszolgálás az erős turbulencia miatt. A személyzet életben maradt tagjai közül csupán egy lett pozitív alkoholra, ám azt érvénytelenítették. Mivel emellett Katerina tesztje is pozitív lett, Block megkérdezi Whipet, hogy szerinte az utaskísérő ihatta-e meg a két vodkát. Whip ahelyett, hogy hazudna, beismeri, hogy ő itta meg azokat, az út során végig részeg volt és még most is az.
13 hónappal később Whip a börtönben elmeséli rabtársainak, hogy örül annak, hogy józan és a megfelelő pillanatban sikerült igazat mondania, mert így végre szabadnak érezheti magát. A repülési jogosítványát elveszítette ugyan, de az igazmondásba vetett hitét nem. Cellájának falán Nicole és családja képei vannak, és képeslapok, amelyekben gratulálnak neki, hogy már egy éve józan. Emellett azon dolgozik, hogy helyrejöjjön a kapcsolata a fiával, aki rendszeresen jár hozzá látogatóba.
|  | Itt a vége a cselekmény részletezésének! |

## Szereposztás
| Színész           | Szerep                  | Magyar hang   |
| ----------------- | ----------------------- | ------------- |
| Denzel Washington | William "Whip" Whitaker | Kálid Artúr   |
| Don Cheadle       | Hugh Lang               | Takátsy Péter |
| Kelly Reilly      | Nicole Maggen           | Balsai Móni   |
| Bruce Greenwood   | Charlie Anderson        | Sarádi Zsolt  |
| John Goodman      | Harling Mays            | Faragó András |
| Melissa Leo       | Ellen Block             | Söptei Andrea |
| Tamara Tunie      | Margaret Thomason       | Nyakó Júlia   |
| Nadine Velazquez  | Katerina Márquez        |               |
| Brian Geraghty    | Ken Evans               | Varju Kálmán  |
| Peter Gerety      | Avington Carr           | Forgács Gábor |
| Garcelle Beauvais | Deana Coleman           |               |
| Justin Martin     | Will Whitaker, Jr.      | Gacsal Ádám   |
| James Badge Dale  | kórházi beteg           |               |

## A film készítése
Robert Zemeckis 2011 áprilisában kezdett tárgyalni a film elkészítéséről. A rendező június elején kapott zöld utat, a főszerepet Denzel Washington kapta meg. A rendező és a színész korábban sohasem dolgozott együtt.
Kelly Reilly, Don Cheadle, Bruce Greenwood, és John Goodman 2011 szeptemberében csatlakozott a produkcióhoz, míg Melissa Leo és James Badge Dale ekkor még a stúdióval tárgyalt. John Gatins forgatókönyvíró ekkor úgy nyilatkozott, hogy a forgatás már október közepén elkezdődhet. A forgatás 45 napig tartott, a stáb döntően Atlanta és Georgia közelében vette fel a jeleneteket. A Kényszerleszállás viszonylag alacsony költségvetése – 31 millió dollár – az adókedvezményeknek volt köszönhető, valamint Zemeckis és Washington is lemondott a szokásos gázsijáról. A rendező szerint ez volt eddigi legolcsóbban elkészített filmje, az inflációt is figyelembe véve.
Gatins egy, a Los Angeles Times számára készült interjúban azt nyilatkozta, hogy a filmben látható kényszerleszállást részben az Alaska Airlines 261-es járatának katasztrófája inspirálta, amit egy hibás emelőcsavar okozott. Annak a katasztrófának nem voltak túlélői. A filmben látható repülőgép is hasonlít az Alaska Airlines 261-es járatát teljesítő repülőgépre, a McDonnell Douglas MD–80 egyik típusváltozatára. A valódi katasztrófából nemcsak annak okát emelték át az alkotók a forgatókönyvbe, hanem a beszélgetések egyes részleteit, és a gép hátára fordításának ötletét is.
Washington színésztársai közül korábban Don Cheadle-lel (Kék ördög), John Goodmannal (Letaszítva) és Bruce Greenwooddal (Déjà vu) is játszott már közös filmben.

## Fogadtatás
A Kényszerleszállásról a legtöbb kritikus elismerően szólt. A Rotten Tomatoes elnevezésű, kritikákat összegyűjtő weboldalon 217 értékelés alapján 78%-on áll. A honlap összegzése szerint „Robert Zemeckis győzelemmel tér vissza az élőszereplős mozikhoz, egy gondolatébresztő és provokatív karaktertanulmány Denzel Washington lenyűgöző alakításával.”
A Metacritic honlapján 40 kritikus véleménye alapján 76%-ot ért el az alkotás.
A kritikusok dicsérték Washington alakítását. A The Hollywood Reporter számára Todd McCarthy azt írja, hogy Whip Washington karrierjének egyik legtartalmasabb és legbonyolultabb karaktere, amit a színész remekül formál meg. Roger Ebert az adható legjobbra, négy csillagra értékelte a számára "majdnem tökéletes" filmet, kiemelve, hogy Washington élete legjobb alakítását nyújtja. A katasztrófa pillanatai szerinte minden idők egyik legfélelmetesebb repülős jelenete volt. Ebert a 2012-ben bemutatott filmek közül a 6. legjobbnak jelölte meg a Kényszerleszállást.
A filmet néhány pilóta erősen bírálta az irreálisnak tűnő katasztrófa miatt. Egy polgári pilótákat tömörítő egyesület hivatalos sajtóközleményében bírálta az alkotást a repülő személyzet pontatlan ábrázolásáért, azt nyilatkozva, hogy „mindannyian szeretünk szórakozni, de egy izgalmas mesét nem szabad összekeverni a valódi pilóták profizmusának és a példátlan biztonsági intézkedések igaz történetével.” Egy pilóta azt is megjegyezte, hogy „egy valódi Whitaker egyetlen légitársaságnál sem bírná ki két percnél tovább”. Emellett a kapitány és első tisztje közötti kapcsolat ábrázolását, Whip egyes döntéseit és a zuhanást is kritizálta.

### Díjak és jelölések
| Díj                                                 | Kategória                                    | Jelölt(ek)                                                                                     | Eredmény |
| --------------------------------------------------- | -------------------------------------------- | ---------------------------------------------------------------------------------------------- | -------- |
| Oscar-díj                                           | legjobb eredeti forgatókönyv                 | John Gatins                                                                                    | Jelölve  |
| Oscar-díj                                           | legjobb férfi főszereplő                     | Denzel Washington                                                                              | Jelölve  |
| AACTA Awards                                        | legjobb nemzetközi színész                   | Denzel Washington                                                                              | Jelölve  |
| Art Directors Guild Award                           | legjobb produkciós tervezés kortárs filmben  | Nelson Coates                                                                                  | Jelölve  |
| Black Reel Award                                    | legjobb film                                 | Kényszerleszállás                                                                              | Jelölve  |
| Black Reel Award                                    | legjobb színész                              | Denzel Washington                                                                              | Elnyerte |
| Black Reel Award                                    | legjobb női mellékszereplő                   | Tamara Tunie                                                                                   | Jelölve  |
| Black Reel Award                                    | legjobb színészgárda                         | a Kényszerleszállás színészgárdája                                                             | Jelölve  |
| Broadcast Film Critics Association Award            | legjobb színész                              | Denzel Washington                                                                              | Jelölve  |
| Broadcast Film Critics Association Award            | legjobb eredeti forgatókönyv                 | John Gatins                                                                                    | Jelölve  |
| Chicagói Filmkritikusok Szövetségének díja          | legjobb színész                              | Denzel Washington                                                                              | Jelölve  |
| Dallas-Fort Worth Filmkritikusok Szövetségének díja | legjobb színész                              | Denzel Washington                                                                              | Jelölve  |
| Golden Globe-díj                                    | legjobb férfi főszereplő – filmdráma         | Denzel Washington                                                                              | Jelölve  |
| NAACP Image Award                                   | legjobb film                                 | Kényszerleszállás                                                                              | Jelölve  |
| NAACP Image Award                                   | legjobb színész                              | Denzel Washington                                                                              | Elnyerte |
| NAACP Image Award                                   | legjobb mellékszereplő                       | Don Cheadle                                                                                    | Jelölve  |
| NAACP Image Award                                   | legjobb forgatókönyv                         | John Gatins                                                                                    | Jelölve  |
| National Board of Review                            | Spotlight Award                              | John Goodman, a Kényszerleszállásért, Az Argo-akcióért, a ParaNormanért és Az utolsó csavarért | Elnyerte |
| Online Filmkritikusok Szövetségének díja            | legjobb színész                              | Denzel Washington                                                                              | Jelölve  |
| Satellite Award                                     | legjobb színész – dráma kategória            | Denzel Washington                                                                              | Jelölve  |
| Satellite Award                                     | legjobb férfi mellékszereplő                 | John Goodman                                                                                   | Jelölve  |
| Satellite Award                                     | legjobb eredeti forgatókönyv                 | John Gatins                                                                                    | Jelölve  |
| Satellite Award                                     | legjobb vizuális effektusok                  | Jim Gibbs, Kevin Baillie, Michael Lantieri és Ryan Tudhope                                     | Elnyerte |
| Satellite Award                                     | legjobb vágás                                | Jeremiah O'Driscoll                                                                            | Jelölve  |
| Satellite Award                                     | legjobb hang                                 | Dennis Leonard, Dennis Sands, Randy Thom és William Kaplan                                     | Jelölve  |
| Screen Actors Guild Award                           | legjobb színész                              | Denzel Washington                                                                              | Jelölve  |
| St. Louis Gateway Filmkritikusok Szövetségének díja | legjobb színész                              | Denzel Washington                                                                              | Jelölve  |
| St. Louis Gateway Filmkritikusok Szövetségének díja | legjobb jelenet                              | a repülőgép-szerencsétlenség                                                                   | Jelölve  |
| Visual Effects Society                              | legjobb támogató vizuális effektusok filmben |                                                                                                | Jelölve  |
| Washington DC Környéki Filmkritikusok Szövetségének | legjobb színész                              | Denzel Washington                                                                              | Jelölve  |
| Writers Guild of America Award                      | legjobb eredeti forgatókönyv                 | John Gatins                                                                                    | Jelölve  |

## Fordítás
Ez a szócikk részben vagy egészben  a   Flight (2012 film) című angol Wikipédia-szócikk ezen változatának fordításán alapul.  Az eredeti cikk szerkesztőit annak laptörténete sorolja fel. Ez a jelzés csupán a megfogalmazás eredetét és a szerzői jogokat jelzi, nem szolgál a cikkben szereplő információk forrásmegjelöléseként.